# Aashiq Banaya Aapne
Aashiq Banaya Aapne è un film del 2005, diretto da Aditya Datt.

## Tracce
1. Himesh Reshammiya, Shreya Ghoshal – Aaishq Banaya Aapne – 6:04
2. Abhijeet Sawant, Sunidhi Chauhan – Mar Jaawan Mit Jaawan – 4:28
3. Himesh Reshammiya, Krishna Beura and Ahir – Aap Ki Kashish – 5:33
4. K. K. – Dil Nashin Dil Nashin – 6:32
5. Sonu Nigam, Shaan, Himesh Reshammiya, Jayesh Gandhi, Vasundhara Das – Dillagi Mein Jo Beet Jaaye – 4:14
6. Himesh Reshammiya – Aashiq Banaya Aapne (Remix) – 4:32
7. K. K. – Dil Nashin Dil Nashin (remix) – 4:32
8. Himesh Reshammiya and Ahir – Aap Ki Kashish (remix) – 4:41